# Округ Марион (Охајо)
Округ Марион (енгл. Marion County) је округ у америчкој савезној држави Охајо.

## Демографија
По попису из 2010. године број становника је 66.501, што је 284 (0,4%) становника више него 2000. године.
| Група             | 2000.          | 2010.          |
| Белци             | 60.580 (91,5%) | 59.733 (89,8%) |
| Афроамериканци    | 3.805 (5,7%)   | 3.807 (5,7%)   |
| Азијати           | 344 (0,5%)     | 335 (0,5%)     |
| Хиспаноамериканци | 723 (1,1%)     | 1.503 (2,3%)   |
| Укупно            | 66.217         | 66.501         |